# Jagged Alliance 3
Jagged Alliance 3 — тактическая компьютерная игра, разработанная Haemimont Games и изданная THQ Nordic для платформы Windows 14 июля 2023 года. Следующая номерная игра в серии Jagged Alliance после долгого перерыва с момента выхода Jagged Alliance 2 (1999).

## Сюжет
События игры происходят в вымышленной стране Гран-Шьен. В стране царит хаос после похищения президента военизированной группировкой «Легион». В качестве последней надежды семья президента использует свои накопления, чтобы нанять через корпорацию «Адонис» отряд элитных наёмников. Теперь игроку предстоит возглавить этот отряд для того, чтобы вернуть власть в стране законному правителю.

## Игровой процесс
Игра во многом повторяет игровой процесс Jagged Alliance 2; игрок управляет отрядом наёмников из доступных 40 персонажей (включая наёмников, знакомых по старым играм — Вики Уотерс, Ивана Долвича и Фиделя Дахана), имеющих уникальные навыки, биографию, характеры, симпатии и антипатии по отношению друг к другу.
Боевые действия происходят на динамической карте, на которой противник может реагировать на действия игрока, высылая карательные отряды для захвата важных секторов, контролируемых игроком. В кампании доступны также побочные миссии и возможности, разблокируемые при получении разведданных.
В игре также предусмотрен кооперативный многопользовательский режим.

## Разработка
Первоначальная разработка Jagged Alliance 3 была анонсирована в 2004 году, когда Strategy First и Game Factory Interactive объявили о разработке игры российской компанией MiST Land South. Однако впоследствии соглашение между издательствами было расторгнуто, а MiST Land South выпустила проект под названием «ДЖАЗ: Работа по найму» (2007). В декабре 2006 года Strategy First перезапустила разработку Jagged Alliance 3 с участием других российских компаний Akella и F3games, однако разработка была остановлена в 2009 году в связи с банкротством материнской компании Strategy First.
В 2010 году права на многие бренды Strategy First (включая серию Jagged Alliance) приобрела немецкая компания bitComposer Games. В августе 2015 года Nordic Games выкупила права на серию у bitComposer. 17 сентября 2021 года THQ Nordic анонсировала разработку студией Haemimont Games Jagged Alliance 3.

## Критика
| Сводный рейтинг       | Сводный рейтинг |
| Агрегатор             | Оценка          |
| --------------------- | --------------- |
| Metacritic            | 81/100          |
| Иноязычные издания    |                 |
| Издание               | Оценка          |
| IGN                   | 9/10            |
| PC Gamer (US)         | 81/100          |
| Shacknews             | 9/10            |
| VideoGamer            | 8/10            |
| Русскоязычные издания |                 |
| Издание               | Оценка          |
| StopGame.ru           | «Изумительно»   |
| «Игромания»           | 9/10            |

После выхода игра получила преимущественно положительные отзывы, на агрегаторе рецензий Metacritic Jagged Alliance 3 получила среднюю оценку 81 баллов из 100. Российские издания «Игромания», StopGame.ru и «Мир Фантастики» включили Jagged Alliance 3 в свои итоги года-2023: первые поставили игру на 1-е место в номинации «Лучшая стратегия/тактика в 2023 году», вторые назвали игру «Лучшей тактикой» года, а последние назвали игру «Лучшей нефантастической игрой года».